# Farum Park
El Farum Park también llamado Right to Dream Park por razones de patrocinio, es un estadio multiusos situado en la ciudad de Farum, Dinamarca. El estadio inaugurado en 1999 posee una capacidad de 10 100 asientos, y es propiedad del FC Nordsjælland club que disputa la Superliga danesa.
El estadio tiene como instalaciones anexas un hotel de 43 habitaciones, incluidos seis palcos con vistas al campo, una sala de conferencias, así como un restaurante / cafetería. cumple además con todas las reglas para la disputa de partidos internacionales organizados por la UEFA.
El estadio fue una de las sedes del Campeonato Europeo Sub-17 de la UEFA 2002 en donde albergó la final del torneo entre Suiza y Francia, y de la Eurocopa Sub-21 de 2011.

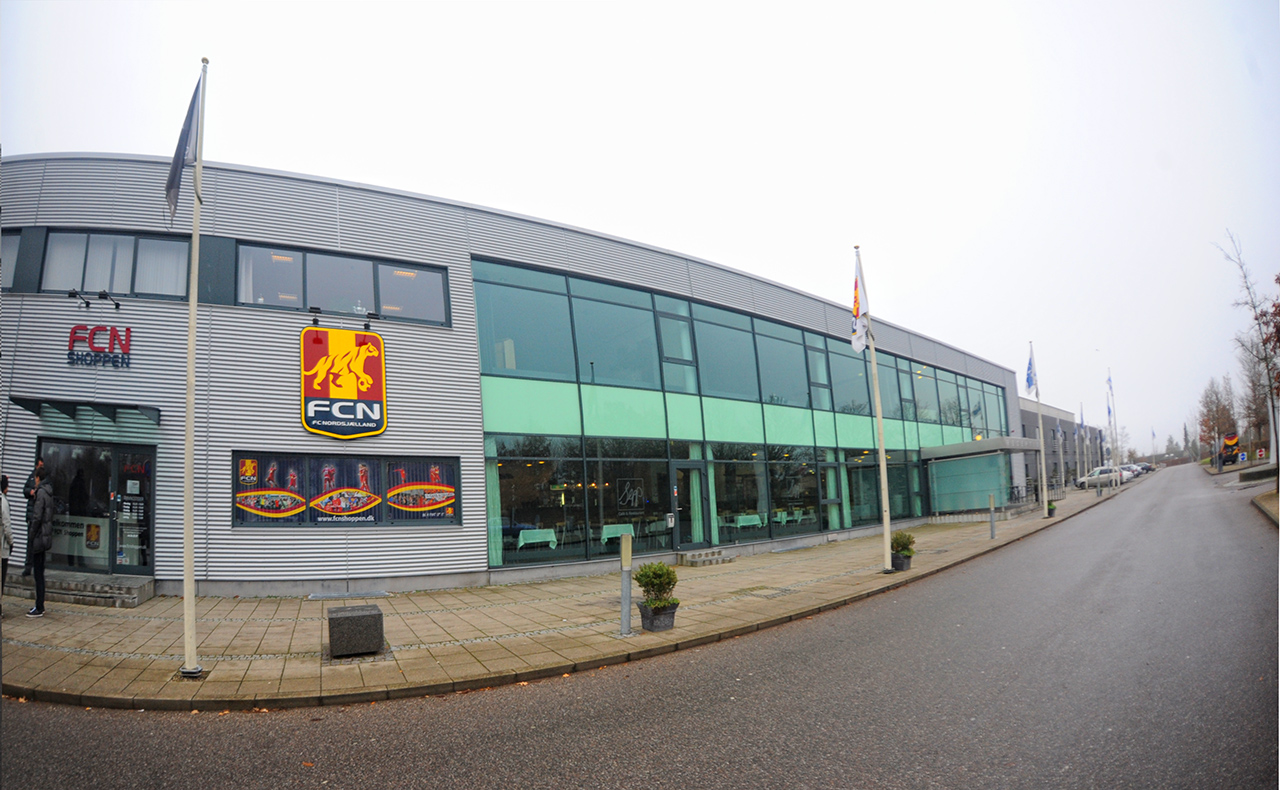
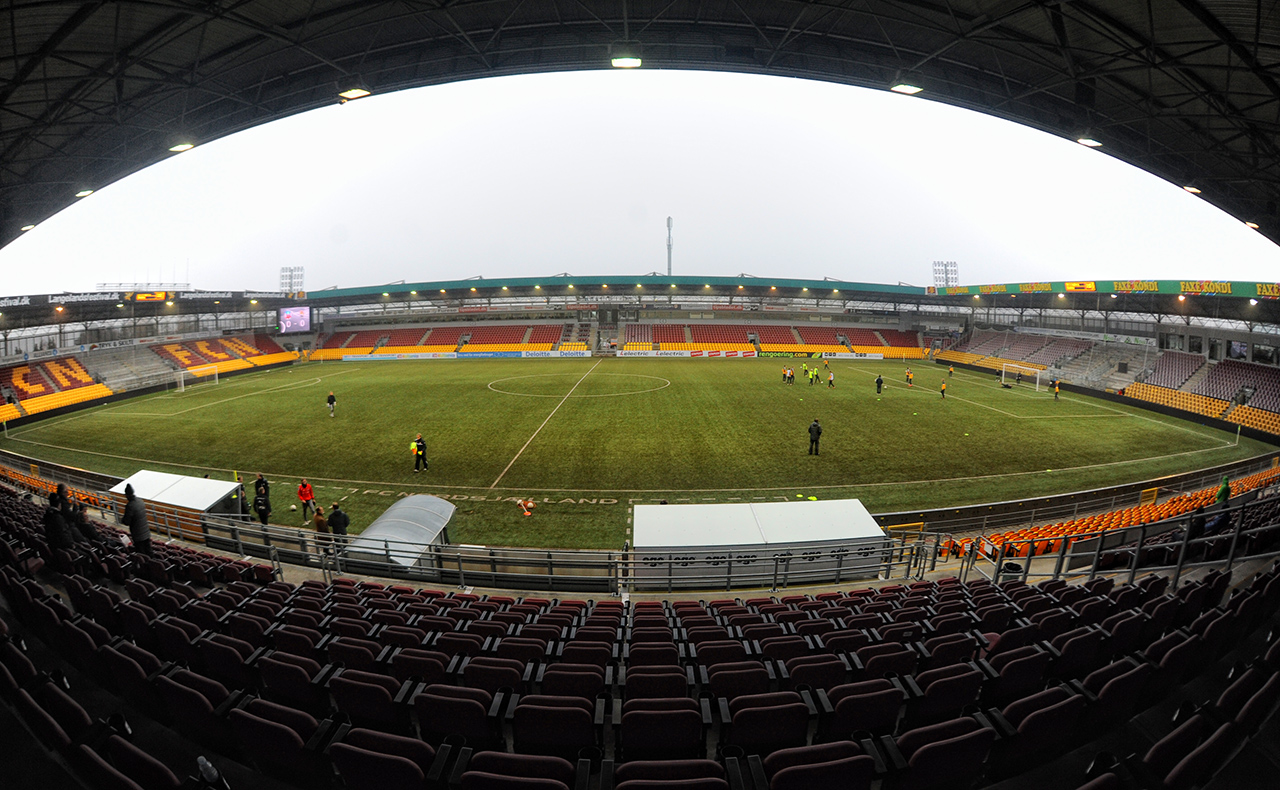